# Daniel Bartolotta
Daniel Roberto Bartolotta Pereyra (ur. 9 stycznia 1955 w Montevideo) – urugwajski piłkarz występujący na pozycji pomocnika, obecnie trener.

## Kariera klubowa
Bartolotta pochodzi ze stołecznego miasta Montevideo i jest wychowankiem tamtejszego zespołu Defensor Sporting. Do seniorskiej drużyny został włączony w wieku 20 lat i już po pół roku odszedł do hiszpańskiego Realu Oviedo. W Primera División zadebiutował 6 września 1975 w przegranym 0:2 meczu z Valencią, natomiast pierwszego gola strzelił 4 stycznia 1986 w wygranej 2:0 konfrontacji z Realem Sociedad. Po sezonie 1975/1976 spadł z Realem do drugiej ligi, natomiast dwa lata później, w rozgrywkach 1977/1978, do trzeciej ligi.
Nie pozostał jednak wówczas w klubie, wybierając ofertę drugoligowego Deportivo La Coruña, gdzie spędził dwa lata, po czym podpisał umowę z meksykańskim Tampico Madero. W kraju tym spędził resztę swojej kariery piłkarskiej – pierwszy mecz w tamtejszej lidze rozegrał 16 marca 1980 w wygranym 7:5 pojedynku z Jalisco, a premierową bramkę zdobył już trzy dni później w przegranym 2:3 spotkaniu z Tecos UAG. Latem 1980 Bartolotta przeszedł do Deportivo Neza, którego barwy reprezentował przez trzy sezony. Później odszedł do CF Monterrey, a następnie występował w Puebla FC. Z żadną z tych ekip nie odniósł jednak większych sukcesów drużynowych, mimo regularnej gry w wyjściowej jedenastce, choć w sezonie 1987/1988 z pięcioma bramkami na koncie został królem strzelców krajowego pucharu – Copa México. Karierę zakończył w wieku 34 lat jako podstawowy zawodnik drużyny Tigres UANL.

## Kariera trenerska
Karierę szkoleniową Bartolotta rozpoczynał jako asystent swojego rodaka, Hugo Fernándeza, w drugoligowym zespole Dorados de Sinaloa. W latach 2009–2010 samodzielnie prowadził meksykańskiego trzecioligowca FICUMDEP de Xalapa, natomiast w 2011 roku został ściągnięty przez Fernándeza do występującej w najwyższej klasie rozgrywkowej ekipy Puebla FC, której barwy reprezentował już jako zawodnik. Objął tam funkcję trenera drużyny U-20, a po roku tymczasowo zastąpił Juana Carlosa Osorio na stanowisku szkoleniowca pierwszego zespołu. Został zwolniony po serii słabych wyników w sierpniu 2012.